# Ínclita Geração
Ínclita Geração é o epíteto dado na História de Portugal aos filhos do rei João I de Portugal (1357-1433) e de Filipa de Lencastre (1360-1415). Foi cunhado pelo poeta Luís de Camões em "Os Lusíadas" (Canto IV, estância 50):
"Mas, pera defensão dos Lusitanos,

Deixou, quem o levou, quem governasse

E aumentasse a terra mais que dantes:

Ínclita geração, altos Infantes."
A expressão refere-se ao valor individual destes príncipes — os que chegaram à idade adulta, uma vez que os dois primeiros filhos do casal morreram ainda crianças — que se destacaram na sua época pelo seu elevado grau de educação, valor militar, grande sabedoria e predominância na vida pública portuguesa. Foram eles:
| Retrato | Nome Cargo                              | Nascimento                                | Morte                                                      | Descrição |
| ------- | --------------------------------------- | ----------------------------------------- | ---------------------------------------------------------- | --- |
|         | D. Duarte I Rei de Portugal             | 31 de outubro de 1391 Viseu, Portugal     | 9 de setembro de 1438 Tomar, Portugal                      | Rei de Portugal (1433-1438) Conhecido como "o Eloquente". |
|         | Infante D. Pedro Duque de Coimbra       | 9 de dezembro de 1392 Lisboa, Portugal    | 20 de maio de 1449 Vialonga, Vila Franca de Xira, Portugal | Senhor de grande cultura e muito viajado, conhecido como "Príncipe das Sete Partidas" e considerado o príncipe mais culto da sua época. Regente do Reino de Portugal em nome de D. Afonso V (1439-1448) Veio a falecer em combate na Batalha de Alfarrobeira. |
|         | Infante D. Henrique Duque de Viseu      | 4 de março de 1394 Porto, Portugal        | 13 de novembro de 1460 Sagres, Vila do Bispo, Portugal     | Conhecido como "Henrique, O Navegador". Foi o grande promotor e impulsionador dos Descobrimentos portugueses |
|         | Infanta D. Isabel Duquesa de Borgonha   | 21 de fevereiro de 1397 Évora, Portugal   | 17 de dezembro de 1471 Dijon, França                       | Casada com Filipe III, Duque da Borgonha. Atuou em nome do marido em vários encontros diplomáticos e é considerada como a verdadeira governante do Ducado da Borgonha no seu tempo. Em honra deste casamento, o Duque criou a Ordem do Tosão de Ouro.         |
|         | Infante D. João Condestável de Portugal | 13 de janeiro de 1400 Santarém, Portugal  | 18 de outubro de 1442 Alcácer do Sal, Portugal             | Designado em 1418, mestre da Ordem de Santiago. Condestável de Portugal (1431-1442) Avô da rainha Isabel de Castela e do rei Manuel I de Portugal; |
|         | Infante D. Fernando Infante Santo       | 29 de setembro de 1402 Santarém, Portugal | 5 de junho de 1443 Fez, Marrocos                           | Faleceu como refém no cativeiro muçulmano em Fez, diante da recusa do Infante D. Henrique em devolver Ceuta, sacrificado assim aos interesses do país. |